# 吴金亮
吴金亮（1952年—），陕西府谷人，汉族，中华人民共和国政治人物、第十一届全国人民代表大会内蒙古地区代表。
毕业于中央党校在职研究生班经济管理专业。加入中共，担任内蒙古自治区人大常委会阿拉善盟工作委员会主任。2008年起担任全国人大代表。